# Diocesi di Hexham e Newcastle

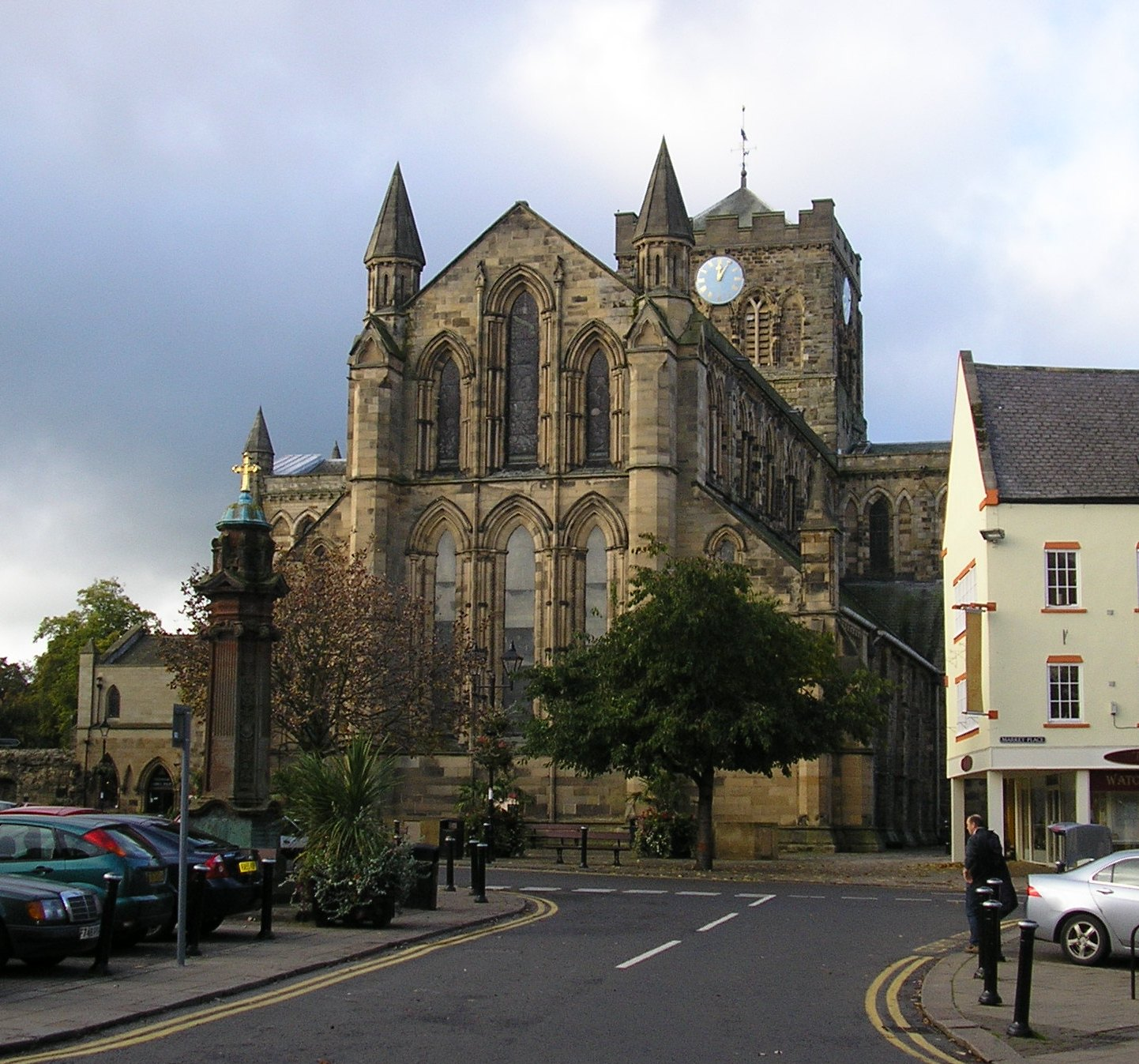
La chiesa dell'abbazia di Hexham, sede della diocesi antica.

La diocesi di Hexham e Newcastle (in latino Dioecesis Hagulstadensis et Novocastrensis) è una sede della Chiesa cattolica in Inghilterra suffraganea dell'arcidiocesi di Liverpool. Nel 2021 contava 172.560 battezzati su 2.393.575 abitanti. È retta dal vescovo Stephen James Lawrence Wright.

## Territorio
La diocesi comprende le contee inglesi di Northumberland, Tyne and Wear e Durham.
Sede vescovile è la città di Newcastle upon Tyne, dove si trova la cattedrale di Santa Maria. A Hexham sorge l'abbazia di Sant'Andrea (oggi chiesa anglicana), costruzione del XII secolo edificata sopra il precedente monastero, che fu la sede dell'antica diocesi di Hexham.
Il territorio si estende su 8.722 km² ed è suddiviso in 146 parrocchie.

## Storia

### Diocesi moderna
Dopo il periodo elisabettiano, in cui i cattolici dovettero affrontare persecuzioni e discriminazioni per via delle leggi penali (penal laws) e il beato Thomas Percy subì il martirio, il 20 gennaio 1688, in forza della bolla Super cathedram,, papa Innocenzo XI divise il vicariato apostolico d'Inghilterra (oggi arcidiocesi di Westminster) in 4 vicariati, tra cui il vicariato apostolico del Distretto settentrionale.
Per l'aumento del numero dei cattolici in tutta l'Inghilterra, il 3 luglio 1840 la Santa Sede decise la creazione di 4 nuovi vicariati apostolici. Il vicariato apostolico del Distretto settentrionale cedette parte dei suoi territori a vantaggio dell'erezione dei vicariati apostolici del Distretto del Lancashire (oggi arcidiocesi di Liverpool) e del Distretto dello Yorkshire (dal 1850 diocesi di Beverley).
Dopo queste cessioni, il territorio del vicariato apostolico si ridusse a 4 contee: Northumberland, Westmorland, Cumberland e Durham. I vicari apostolici risiedevano a Old Elvet nella periferia di Durham.
Papa Pio IX il 29 settembre 1850 emanò il breve Universalis Ecclesiae, con il quale restaurò in Inghilterra la gerarchia cattolica; il vicariato apostolico del Distretto settentrionale fu elevato a diocesi con il nome di diocesi di Hexham, suffraganea dell'arcidiocesi di Westminster. La nuova diocesi comprendeva per intero lo stesso territorio del vicariato apostolico precedente.
Su proposta del primo vescovo, William Hogarth, alla nuova diocesi fu dato il nome di Hexham, benché la cattedrale fosse a Newcastle. Tuttavia il 23 maggio 1861 la sede fu traslata a Newcastle e la diocesi assunse il nome attuale.
In occasione della ristrutturazione delle province ecclesiastiche dell'Inghilterra e del Galles, il 28 ottobre 1911 la diocesi di Hexham e Newcastle divenne suffraganea dell'arcidiocesi di Liverpool.
Il 22 novembre 1924 ha ceduto il Cumberland e il Westmorland a vantaggio dell'erezione della diocesi di Lancaster.

## Cronotassi dei vescovi
Si omettono i periodi di sede vacante non superiori ai 2 anni o non storicamente accertati.

### Vicari apostolici del Distretto settentrionale
- James Smith † (28 gennaio 1688 - 13 maggio 1711 deceduto)
- George Witham † (6 aprile 1716 - 16 aprile 1725 deceduto)
- Thomas Dominic Williams † (11 dicembre 1725 - 3 aprile 1740 deceduto)
- Edward Dicconson † (6 ottobre 1740 - 24 aprile 1752 deceduto)
- Francis Petre † (5 maggio 1752 succeduto - 24 dicembre 1775 deceduto)
- William Walton † (24 dicembre 1775 succeduto - 26 febbraio 1780 deceduto)
- Matthew Gibson † (17 giugno 1780 - 17 maggio 1790 deceduto)
- William Gibson † (10 settembre 1790 - 2 giugno 1821 deceduto)
- Thomas Smith † (2 giugno 1821 succeduto - 30 luglio 1831 deceduto)
- Thomas Penswick † (30 luglio 1831 succeduto - 28 gennaio 1836 deceduto)
- John Briggs † (28 gennaio 1836 succeduto - 3 luglio 1840 nominato vicario apostolico del Distretto dello Yorkshire)
- Francis George Mostyn † (22 settembre 1840 - 11 agosto 1847 deceduto)
- William Riddell † (11 agosto 1847 succeduto - 2 novembre 1847 deceduto)
- William Hogarth † (28 luglio 1848 - 29 settembre 1850 nominato vescovo di Hexham)

### Vescovi di Hexham (sede restaurata) e poi di Hexham e Newcastle
- William Hogarth † (29 settembre 1850 - 29 gennaio 1866 deceduto)
- James Chadwick † (12 agosto 1866 - 14 maggio 1882 deceduto)
- John William Bewick † (25 settembre 1882 - 29 ottobre 1886 deceduto)
- Henry O'Callaghan † (1º ottobre 1887 - 19 settembre 1889 dimesso[6])
- Thomas William Wilkinson † (28 dicembre 1889 - 17 aprile 1909 deceduto)
- Richard Collins † (21 giugno 1909 - 9 febbraio 1924 deceduto)
- Joseph Thorman † (18 dicembre 1924 - 7 ottobre 1936 deceduto)
- Joseph McCormack † (30 dicembre 1936 - 2 marzo 1958 deceduto)
- James Cunningham † (1º luglio 1958 - 16 maggio 1974 dimesso)
- Hugh Lindsay † (12 dicembre 1974 - 11 gennaio 1992 dimesso)
- Michael Ambrose Griffiths, O.S.B. † (11 gennaio 1992 - 26 marzo 2004 ritirato)
- Kevin John Dunn † (26 marzo 2004 - 1º marzo 2008 deceduto)
- Séamus Cunningham (9 gennaio 2009 - 4 febbraio 2019 ritirato)
- Robert Byrne, C.O. (4 febbraio 2019 - 12 dicembre 2022 dimesso)[7]
- Stephen James Lawrence Wright, dal 14 giugno 2023

## Statistiche
La diocesi nel 2021 su una popolazione di 2.393.575 persone contava 172.560 battezzati, corrispondenti al 7,2% del totale.
| anno | popolazione | popolazione | popolazione | presbiteri | presbiteri | presbiteri | presbiteri                | diaconi | religiosi | religiosi | parrocchie |
| anno | battezzati  | totale      | %           | numero     | secolari   | regolari   | battezzati per presbitero | diaconi | uomini    | donne     | parrocchie |
| ---- | ----------- | ----------- | ----------- | ---------- | ---------- | ---------- | ------------------------- | ------- | --------- | --------- | ---------- |
| 1949 | 247.234     | 2.242.700   | 11,0        | 349        | 329        | 20         | 708                       |         | 66        | 559       | 148        |
| 1969 | 282.659     | 2.256.800   | 12,5        | 398        | 359        | 39         | 710                       |         | 76        | 551       | 177        |
| 1980 | 270.000     | 2.379.000   | 11,3        | 330        | 293        | 37         | 818                       | 1       | 99        | 511       | 180        |
| 1990 | 248.862     | 2.394.000   | 10,4        | 302        | 265        | 37         | 824                       | 3       | 86        | 284       | 180        |
| 1999 | 240.457     | 2.250.000   | 10,7        | 251        | 219        | 32         | 957                       | 3       | 58        | 227       | 188        |
| 2000 | 243.183     | 2.200.000   | 11,1        | 248        | 216        | 32         | 980                       | 2       | 47        | 216       | 178        |
| 2001 | 228.184     | 2.200.000   | 10,4        | 249        | 219        | 30         | 916                       | 1       | 41        | 213       | 180        |
| 2002 | 211.200     | 2.200.000   | 9,6         | 242        | 215        | 27         | 872                       | 1       | 36        | 206       | 185        |
| 2003 | 223.060     | 2.515.442   | 8,9         | 223        | 206        | 17         | 1.000                     | 2       | 25        | 205       | 182        |
| 2004 | 219.314     | 2.241.491   | 9,8         | 230        | 206        | 24         | 953                       | 2       | 36        | 196       | 183        |
| 2006 | 217.084     | 2.233.720   | 9,7         | 207        | 194        | 13         | 1.048                     | 9       | 26        | 179       | 182        |
| 2013 | 181.193     | 2.233.720   | 7,8         | 181        | 159        | 22         | 1.001                     | 26      | 27        | 105       | 170        |
| 2016 | 168.800     | 2.323.200   | 7,3         | 175        | 156        | 19         | 964                       | 29      | 21        | 86        | 156        |
| 2019 | 167.568     | 2.323.200   | 7,2         | 167        | 149        | 18         | 1.003                     | 38      | 19        | 84        | 149        |
| 2021 | 172.560     | 2.393.575   | 7,2         | 159        | 139        | 20         | 1.085                     | 39      | 23        | 78        | 146        |